# Jesse James Galloway
Jesse James Galloway, meist zitiert als J. J. Galloway, (* 23. August 1882 in Noble County, Indiana; † 10. April 1962 in Bloomington) war ein US-amerikanischer Mikro-Paläontologe.

## Leben
Galloway wurde an der Indiana University promoviert, war ab 1916 Kurator für Paläontologie an der Columbia University und war später Professor an der University of Indiana und Forschungsdirektor für Paläontologie und Stratigraphie am Indiana Department of Conservation.
Er befasste sich insbesondere mit Foraminiferen, Stromatoporen und Bryozoen.
1956 wurde er Ehrenmitglied der Paläontologischen Gesellschaft.

## Schriften
- A Manual of Foraminifera, Bloomington 1933
- mit Joseph St. Jean: Ordovician Stromatoporoidea of North America, Bulletins of American Paleontology, Band 43, Paleontological Research Institution, Ithaca, New York 1961
- mit Joseph St. Jean: Middle Devonian Stromatoporoidea of Indiana, Kentucky, and Ohio, Paleontological Research Institution, Ithaca 1957
- mit Caroline E. Hemingway: The Tertiary Foraminifera of Porto Rico, New York, Academy of Science, Scientific Survey of Puerto Rico and Virgin Islands, 3/4, 1941, S. 275–491
- mit E. R. Cumings: Nomenclature and description of the geological formations of Indiana, in: Handbook of Indiana Geology, State Dept. of Conservation, 1922, S. 403–570